# Estotiland

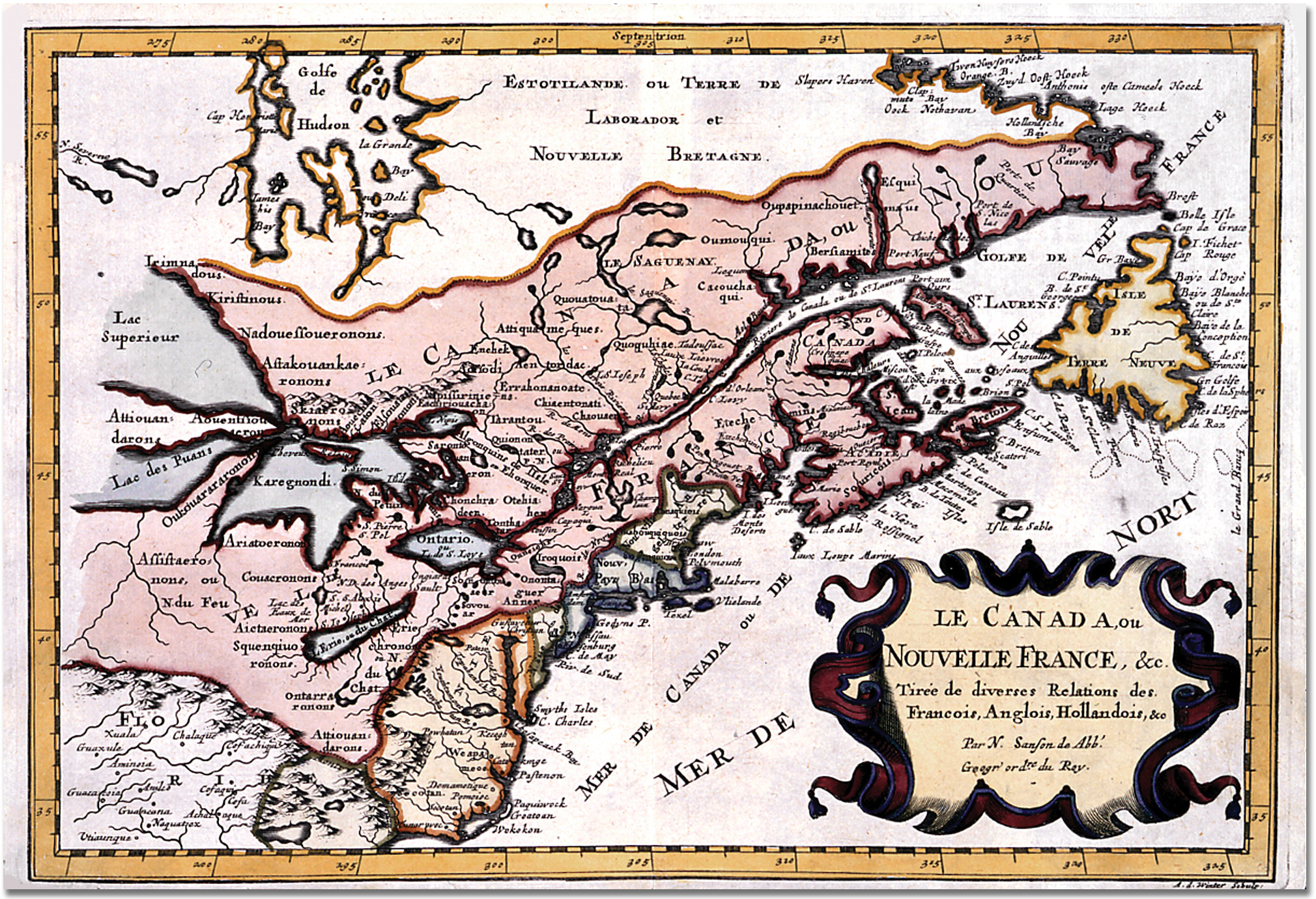
Le terme "Estotilande" est indiqué sur cette carte de la Nouvelle-France de 1660.

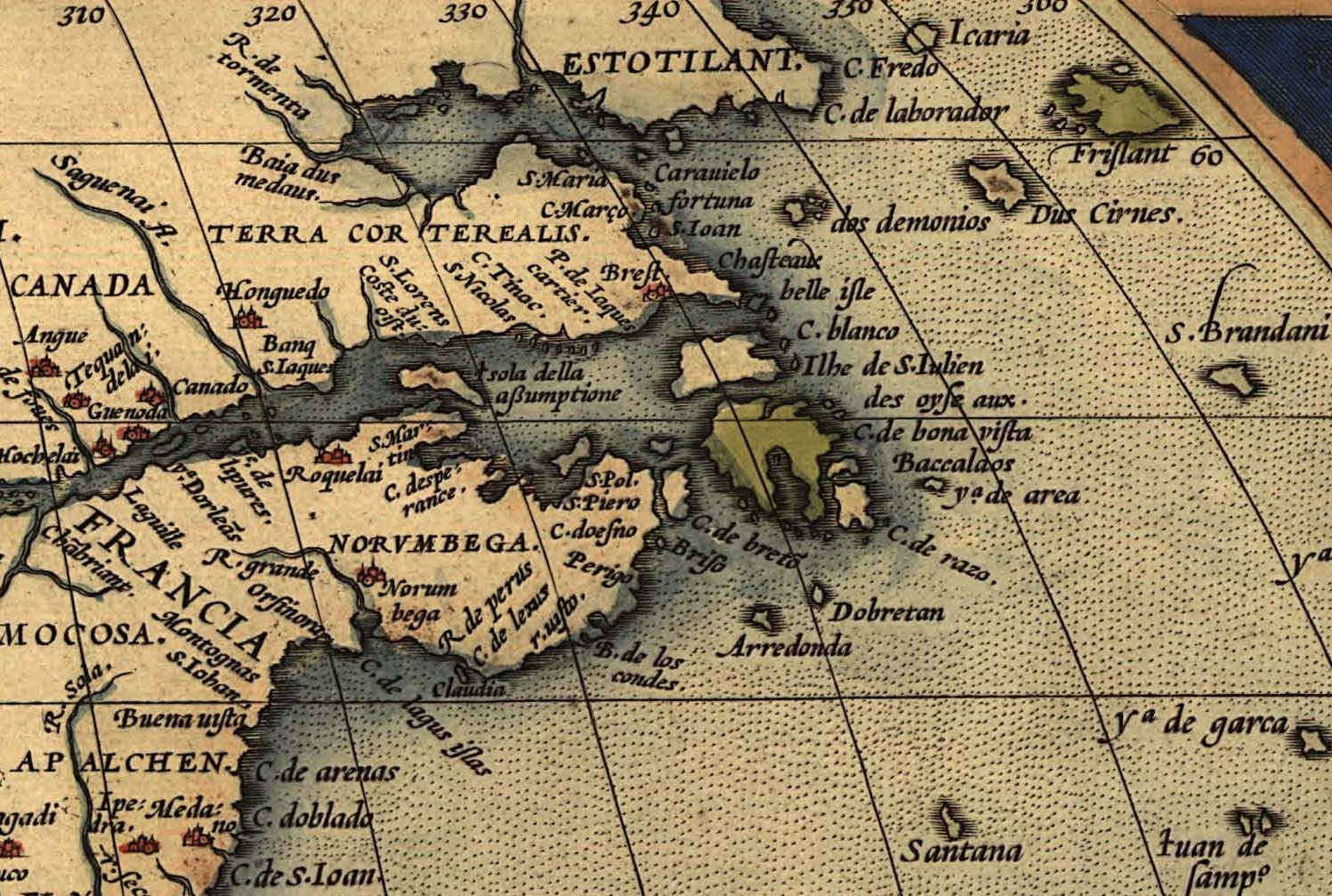
Carte de lAtlas d'Abraham Ortelius (1570) montrant la localisation de l'Estotiland et du Pays de Norembergue.

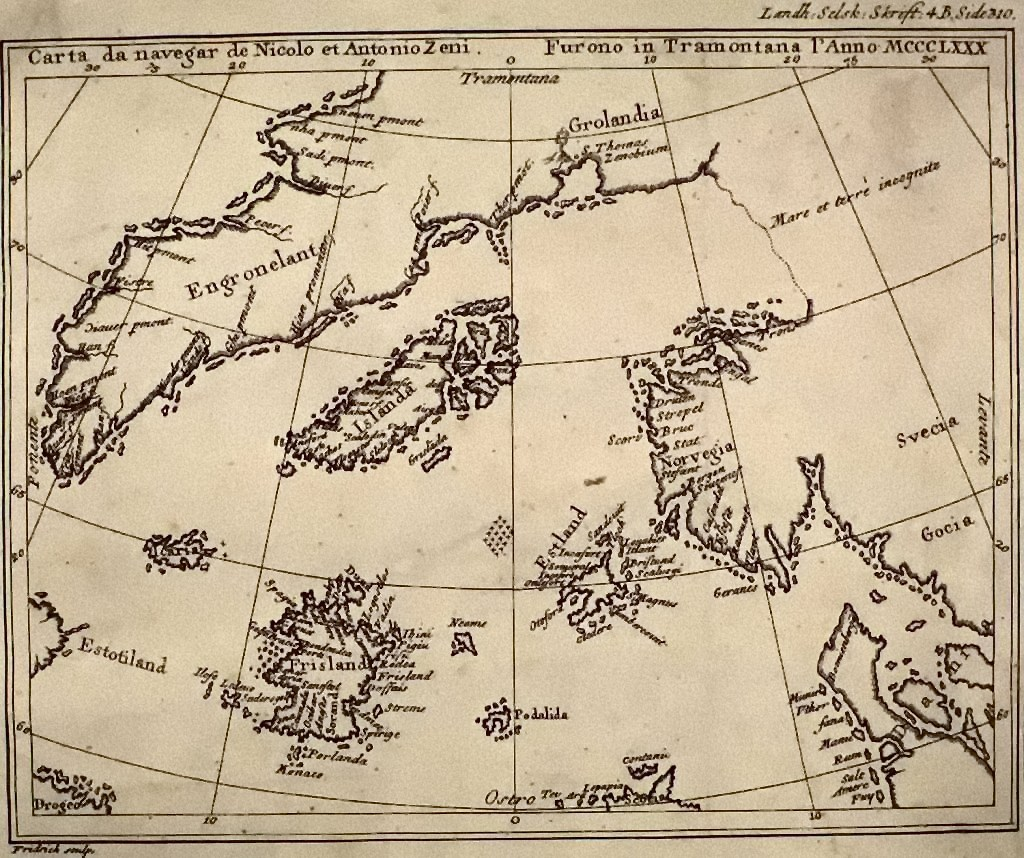
Carte de Nicolo Zeno de 1558 indiquant Estotiland et Drogeo.

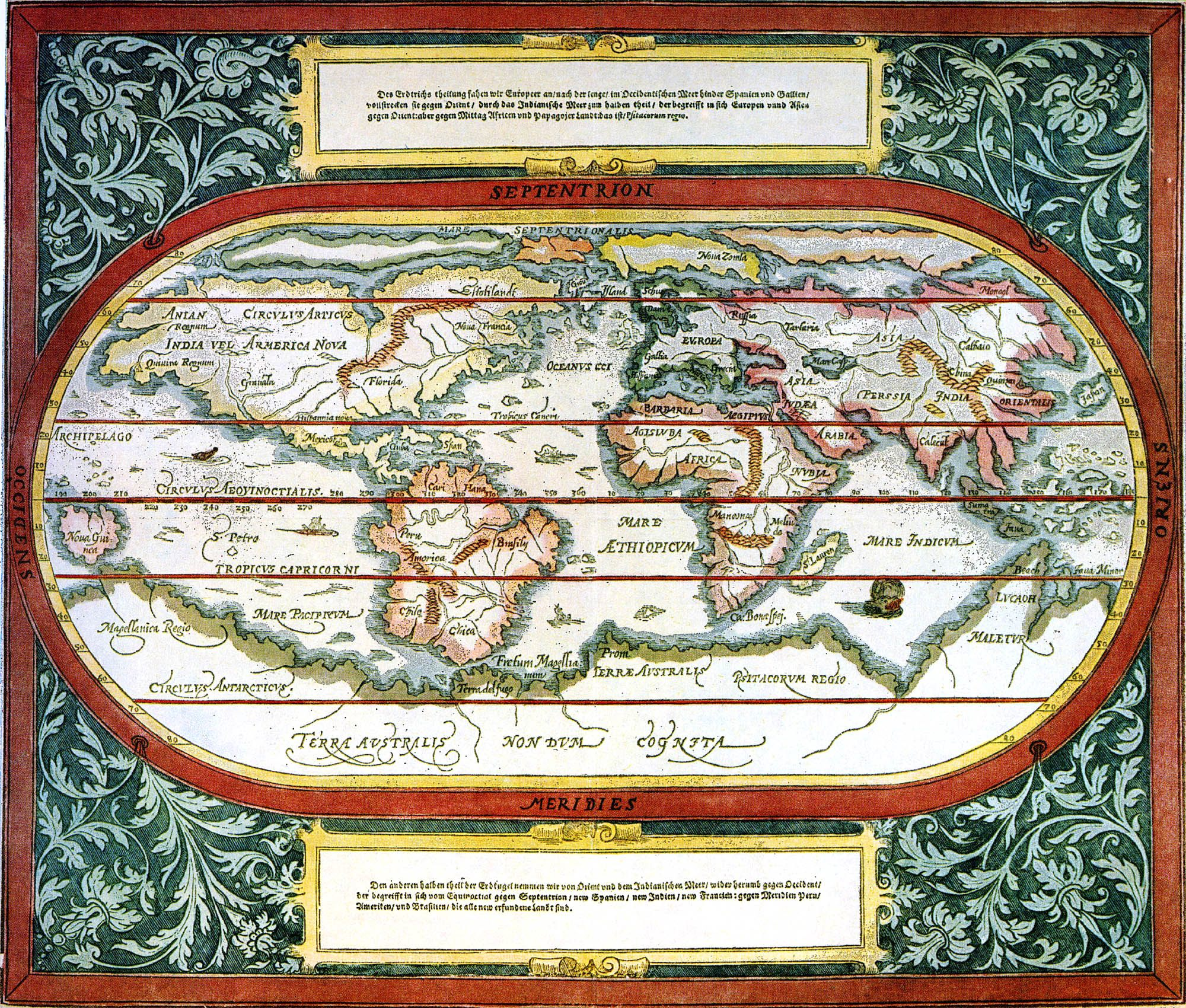
Mappemonde de Sebastian Münster indiquant "Estotilande" (1544).

Estotiland est une région qui apparaît sur la carte Zeno, située à l'ouest de l'océan Atlantique à la place du Labrador et du Québec ou de l'île de Terre-Neuve selon les cartes marines. La carte Zeno aurait été réalisée au début du XVe siècle par Antonio Zeno. 

## Description de Zeno
Selon les lettres qui accompagnaient la carte de Zeno, l'Estotiland aurait été découvert par des pêcheurs qui naviguaient dans l'Atlantique Nord au XIVe siècle. Antonio Zeno, dans le rapport sur les siens et ses voyages adressé à son frère, raconte ainsi : un navire de pêche "Frise", fut drossé par une tempête au loin vers l'ouest, et arriva à un pays nommé "Estotiland", dont les habitants faisaient commerce avec "Engroenelandt" (Groenland). Ce pays; "Estotiland", était très fertile, et avait des montagnes à l'intérieur. Le roi de ce pays avait en sa possession des livres écrits en latin, qui, cependant, il ne comprenait pas. La langue dont il a parlé et ses sujets avaient aucune similarité avec celle des Vikings. Le roi de Estotiland, voyant que ses invités naviguaient en sécurité avec l'aide d'un instrument (la boussole), les a persuadés de faire une expédition maritime vers un autre pays au sud appelée "Drogeo"
Dès le XVIe siècle, la carte et les lettres ont été considérés comme des faux par un certain nombre d'historiens. Néanmoins la carte réalisée par le cartographe français Nicolas Sanson vers 1660 témoigne de l'existence du terme Estotiland et de sa localisation dans la région septentrionale de l'Amérique du Nord, au nord de la Nouvelle-France.

## Étymologie
Plusieurs hypothèses sont avancées pour comprendre l'origine du mot Estotiland.
1. Estocafis ou estocafic, deux homonymes actuels de morue utilisés dans des recettes de cuisine méditerranéennes (stockfish en anglais), poisson pêché dans les parages depuis des siècles.
2. Déformation du mot Escociland, terre des Écossais (les frères Zeno parlent d'une population, d'origine certainement Vikings, accueillante et ayant des bibles en latin).
3. Du germain ost, L'Est des terres d'au-delà ?

## Sources
- Edition numérique collaborative et critique de l'Encyclopédie (ENCCRE), article ESTOTILAND, commenté et annoté par Muriel Brot
- Washington Irving, Histoire de la vie et des voyages de Christophe Colomb, Volume 4, éditions Charles Gosselin, Paris, 1828